# Gmina Trehøje
Gmina Trehøje (duń. Trehøje Kommune) – jedna z gmin w Danii w okręgu Ringkjøbing Amt. Siedzibą władz gminy jest Vildbjerg. Gmina Trehøje została utworzona 1 kwietnia 1970 na mocy reformy podziału administracyjnego Danii. Kolejna reforma miała miejsce w roku 2007.

## Dane liczbowe
- Liczba ludności: (♀ 5114 + ♂ 4 815) = 9 929
  - wiek 0-6: 10,5%
  - wiek 7-16: 16,6%
  - wiek 17-66: 61,7%
  - wiek 67+: 11,2%
- zagęszczenie ludności: 33,7 osób/km²
- bezrobocie: 3,3% osób w wieku 17-66 lat
- cudzoziemcy z UE, Skandynawii i USA: 76 na 10 000 osób
- cudzoziemcy z krajów Trzeciego Świata: 131 na 10 000 osób
- liczba szkół podstawowych: 7 (liczba klas: 84)